# Nhamatanda
Nhamatanda (fins 1975  Vila Machado) és un municipi de Moçambic, situat a la província de Sofala. Era el centre del districte de Nhamatanda. En 2007 comptava amb una població de 25.902 habitants. Es troba al llarg de l'anomenat corredor de Beira entre Harare a Zimbabwe i Beira.
La ciutat ha rebut diversos noms al llarg de la història. Anomenada Bambu Creek pels anglesos, els portuguesos la refundaren en 1898 com a Nova Fontesvila en honor del primer ministre portuguès António Maria de Fontes Pereira de Melo. En la dècada de 1920 canvià el nom pel de Vila Machado, en honor de Joaquim José Machado, enginyer portuguès responsable de la construcció del ferrocarril de Beira a Harare. Després de la guerra d'independència de Moçambic en 1975 va rebre el nom actual, pres d'una paraula chisena que vol dir troncs grans.